# Pseudochazara porphyritica
De Pseudochazara porphyritica is een vlinder uit de familie van de Nymphalidae, uit de onderfamilie van de Satyrinae. De soort is voor het eerst wetenschappelijk beschreven door Harry Kendon Clench en Nicholas Shoumatoff in een publicatie uit 1956.
De soort komt voor in Afghanistan en Pakistan op droge hellingen op ongeveer 2500 meter hoogte.